# جيمس غراهام (عسكري)
جيمس غراهام (بالإنجليزية: James Graham)‏ هو عسكري أيرلندي، ولد في 1791 في مقاطعة موناغان في جمهورية أيرلندا، وتوفي في 28 أبريل 1845 في Royal Hospital Kilmainham ‏ في جمهورية أيرلندا.